# Leila Ebrahimi
Leila Ebrahimi Mojaveri (persisch لیلا ابراهیمی; * 21. April 1979) ist eine ehemalige iranische Leichtathletin, die im Mittel- und Langstreckenlauf sowie im Hindernislauf antrat.

## Sportliche Laufbahn
Erste Erfahrungen bei internationalen Meisterschaften sammelte Leila Ebrahimi im Jahr 2004, als sie bei den erstmals ausgetragenen Hallenasienmeisterschaften in Teheran mit neuem iranischen Hallenrekord von 10:23,25 min die Silbermedaille im 3000-Meter-Lauf hinter der Kasachin Swetlana Lukaschewa gewann. Zudem gewann sie über 1500 Meter in 4:49,35 min, ebenfalls neuer Landesrekord, die Bronzemedaille hinter der Chinesin Xie Sainan und der Kasachin Lukaschewa und siegte mit der iranischen 4-mal-400-Meter-Staffel in 4:00,48 min. Im Jahr darauf belegte sie bei den Hallenasienspielen in Bangkok in 4:34,18 min den vierten Platz im 1500-Meter-Lauf und erreichte über 3000 Meter in 10:08,90 min Rang fünf. Im Jahr darauf nahm sie erstmals an den Asienspielen in Doha teil und schied dort im 800-Meter-Lauf mit 2:17,16 min im Vorlauf aus und klassierte sich über 1500 Meter in 4:42,91 min auf dem zehnten Platz.
2007 konnte sie ihr Rennen über 1500 Meter bei den Hallenasienspielen in Macau nicht beenden. Kurz zuvor gewann sie aber bei den Asienmeisterschaften in Amman in 12:12,40 min die Bronzemedaille im Hindernislauf hinter der Chinesin Zhao Yanni und Baraah Awadallah aus Jordanien. Zudem belegte sie im 5000-Meter-Lauf in 18:50,23 min den vierten Platz. 2009 belegte sie bei den Hallenasienspielen in Hanoi in 4:26,10 min den vierten Platz über 1500 Meter und erreichte über 3000 Meter in 9:51,08 min den fünften Platz. Anschließend wurde sie bei den Asienmeisterschaften in Guangzhou in 11:35,76 min Siebte im Hindernislauf. Im Jahr darauf gewann sie bei den Hallenasienmeisterschaften in Teheran in 10:05,42 min die Silbermedaille über 3000 Meter hinter der Kirgisin Wiktorija Poljudina und im 1500-Meter-Lauf gewann sie in 4:36,26 min Bronze hinter Poljudina und deren Landsfrau Tatjana Borissowa. Anschließend nahm sie erneut an den Asienspielen in Guangzhou teil und erreichte dort in 4:27,73 min über 1500 Meter Rang zehn.
2011 klassierte sie sich bei den Asienmeisterschaften in Kōbe in 4:28,33 min auf dem achten Platz und erreichte über 5000 Meter in 17:40,01 min Rang zehn. Im Jahr darauf wurde sie bei den Hallenasienmeisterschaften in Hangzhou in 4:31,43 min Neunte über 1500 Meter sowie in 9:58,63 min auch im 3000-Meter-Lauf. 2014 bestritt sie in Teheran ihren letzten Wettkampf und beendete daraufhin im Alter von 35 Jahren ihre Karriere als Leichtathletin.

## Persönliche Bestzeiten
- 800 Meter: 2:13,06 min, 22. Oktober 2010 in Teheran
  - 800 Meter (Halle): 2:14,65 min, 19. Januar 2012 in Teheran
- 1500 Meter: 4:27,73 min, 23. November 2010 in Guangzhou (iranischer Rekord)
  - 1500 Meter (Halle): 4:26,10 min, 31. Oktober 2009 in Hanoi (iranischer Rekord)
- 3000 Meter: 10:07,81 min, 27. September 2009 in Teheran
  - 3000 Meter (Halle): 9:51,08 min, 2. November 2009 in Hanoi (iranischer Rekord)
- 5000 Meter: 17:40,01 min, 9. Juli 2011 in Kōbe
- 3000 m Hindernis: 11:16,27 min, 11. Oktober 2009 in Kuala Lumpur